# Tarcisio Burgnich
Tarcisio Burgnich (* 25. April 1939 in Ruda (UD); † 26. Mai 2021 in Forte dei Marmi) war ein italienischer Fußballspieler und -trainer.
Als Spieler wurde der Weltklasseverteidiger mit Italien Vierter bei den Olympischen Spielen 1960, 1968 Europameister und 1970 Vizeweltmeister. Mit Inter Mailand wurde er viermal Meister, zweimal Sieger im Europapokal der Landesmeister und ebenso oft Weltpokalsieger. Zudem gewann er eine Meisterschaft mit Juventus und den italienischen Pokal mit Napoli.

## Spielerkarriere

### Im Verein
Burgnich wurde in Ruda, knapp 30 Kilometer südöstlich von Udine geboren. In seiner Jugend schloss er sich AC Udinese an. Er debütierte als gerade Zwanzigjähriger am vorletzten Spieltag der Saison 1958/59 beim als Meister feststehenden AC Mailand mit einer 0:7-Niederlage. In der nächsten Saison war er bei sieben von 34 Ligaspielen seiner gegen den Abstieg kämpfenden Mannschaft dabei.
Er beeindruckte hinreichend, um in den Kader Italiens für das Fußballturnier bei den Olympischen Spielen 1960 in Rom aufgenommen zu werden. Dort hatte er ab dem zweiten Spiel der Italiener einen Stammplatz neben Gianni Rivera und Giovanni Trapattoni. Beim 3:1 über Brasilien, das den Gruppensieg sicherte, begegnete er erstmals Gérson, mit dem beim Weltmeisterschaftsfinale 1970 ein Wiedersehen stattfinden sollte. Im Halbfinale scheiterte Italien nach einem 1:1-Endstand durch Losentscheid am späteren Turniersieger Jugoslawien. Bei der Entscheidung um den dritten Platz unterlagen die Italiener Ungarn um Flórián Albert mit 1:2.
Zur neuen Saison wurde Burgnich vom Meister und Pokalsieger Juventus Turin verpflichtet. Bei der erfolgreichen Verteidigung der Meisterschaft der Mannschaft um Giampiero Boniperti, Omar Sívori und dem legendären Waliser John Charles war er in 13 Spielen dabei. Im Europapokal der Landesmeister, wo Juventus bereits in der ersten Runde gegen ZSKA Sofia aus Bulgarien eliminiert wurde, kam er nicht zum Einsatz. In Turin hielt man ihn allerdings für nicht ganz zum Stil der Mannschaft passend und auch sein leichtes Schielen wurde bemängelt. So wechselte er nach nur einer Saison nach Sizilien zum FC Palermo, wo er sich umgehend als Stammspieler etablierte. Am 26. Spieltag gelang ihm dort auch sein erstes von sechs Toren in der Serie A, als er beim 4:2-Sieg bei Juventus den Endstand herstellte. Am Saisonende stand Palermo auf Platz acht, fünf Plätze vor Juventus.
1962 wurde Burgnich von Inter Mailand verpflichtet, wo Trainer Helenio Herrera eine der besten Vereinsmannschaften Europas zusammenstellte. Burgnich galt bald als kompromissloser und eisenharter Verteidiger im Weltklasseformat, was er nicht zuletzt Trainer Herrera zu verdanken hatte. Da er sich äußerst selten in die Offensive einschaltete und enorm zweikampfstark war, war Burgnich prädestiniert für den Catenaccio, Inters Erfolgsrezept. Hinten bildete er mit Giacinto Facchetti ein Abwehrbollwerk, im Mittelfeld gab Spielmacher Luis Suárez das Tempo vor und im Angriff wirbelten Sandro Mazzola, Mario Corso und Jair da Costa. „Grande Inter“ war geboren und sollte in den nächsten Jahren von Erfolg zu Erfolg eilen. Mit Inter gewann er 1963, 1965 und 1966 den Scudetto. Auch international war der Leistungsträger erfolgreich und gewann durch Finalsiege über Real Madrid und Benfica Lissabon 1964 und 1965 den Europapokal der Landesmeister. In beiden Jahren folgten Finalspiele um den Weltpokal gegen den CA Independiente aus Argentinien, die Inter nach harten Kämpfen für sich entschieden. Burgnich blieb Internazionale zwölf Jahre treu, gewann 1971 seinen vierten Meistertitel und kehrte Mailand 1974 den Rücken.
Bis 1977 spielte er noch für den SSC Neapel, mit dem er 1976 durch einen 4:0-Finalsieg über Hellas Verona die Coppa Italia, den italienischen Pokal, gewann. Im Alter von 38 Jahren beendete er dort seine Spielerlaufbahn.

### In der Nationalmannschaft

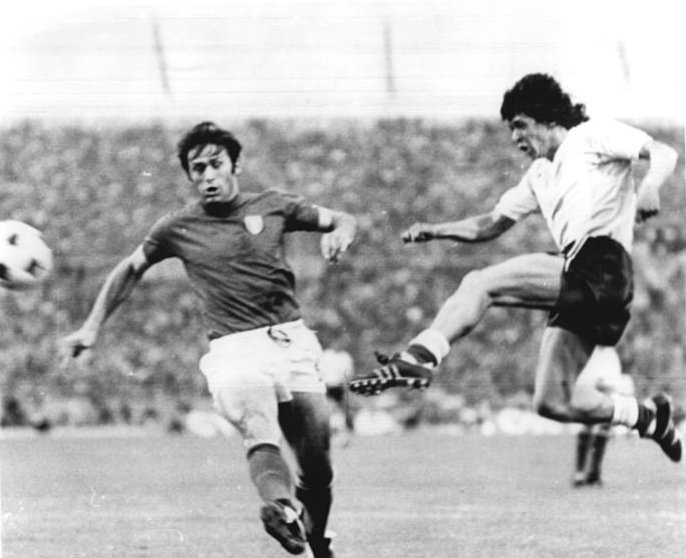
Abwehrversuch von Burgnich (l.) gegen René Houseman im Spiel gegen Argentinien bei der WM 1974

Am 10. November 1963 bestritt Burgnich gegen die Sowjetunion sein erstes Länderspiel für die Squadra Azzurra. 1966 nahm er an der Weltmeisterschaft in England teil, wo Italien enttäuschte und nach einer blamablen Vorrunde die Heimreise antreten musste (0:1-Niederlage gegen Nordkorea).
1968 rehabilitierte sich die Mannschaft, als sie den Europameistertitel gewann. 1970 stand Burgnich mit seinem Heimatland im Halbfinale der Weltmeisterschaft, wo man auf Deutschland traf. Dabei erzielte er sein erstes Tor im Nationaldress, als er im sogenannten „Jahrhundertspiel“ zum zwischenzeitlichen 2:2 traf. Burgnich fiel nach einem abgewehrten Freistoß von Gianni Rivera der Ball vor die Füße, und er hatte keine Mühe, aus fünf Metern das Tor zu treffen. Im Finale wurde Italien von Brasilien mit 1:4 deklassiert und Burgnich musste Superstar Pelé bewachen. Nach dem Spiel verriet er: „Vor dem Endspiel sagte ich zu mir: Pelé ist aus Fleisch und Knochen, so wie ich. Danach erkannte ich, dass ich Unrecht hatte.“ Pelé erzielte ein Tor und spielte Burgnich schwindelig.
Bei der WM 1974 schied Italien nach der Vorrunde aus. Im Spiel gegen Polen absolvierte Burgnich sein letztes Länderspiel.

## Trainerkarriere
Nach seiner aktiven Karriere arbeitete Burgnich als Trainer für viele verschiedene Vereine der ersten bis vierten Liga. Erfolge wie zu Zeiten seiner Spielerlaufbahn blieben ihm verwehrt.

## Einzelnachweis
1. ↑  Marco Beltrami: Morto Tarcisio Burgnich, la “Roccia” del calcio italiano e della Nazionale. In: fanpage.it. 26. Mai 2021, abgerufen am 26. Mai 2021 (italienisch).

| Personendaten    | Personendaten                             |
| ---------------- | ----------------------------------------- |
| NAME             | Burgnich, Tarcisio                        |
| KURZBESCHREIBUNG | italienischer Fußballspieler und -trainer |
| GEBURTSDATUM     | 25. April 1939                            |
| GEBURTSORT       | Ruda                                      |
| STERBEDATUM      | 26. Mai 2021                              |
| STERBEORT        | Forte dei Marmi                           |